# Explication
 (décembre 2023).
Si vous disposez d'ouvrages ou d'articles de référence ou si vous connaissez des sites web de qualité traitant du thème abordé ici, merci de compléter l'article en donnant les références utiles à sa vérifiabilité et en les liant à la section « Notes et références ».
Une explication est une déclaration qui expose les causes, le contexte et les conséquences d'une chose telle qu'elle est ou d'un processus tel qu'il se produit, ainsi que les règles ou lois en rapport avec ce sujet. Certains des éléments de l'explication peuvent être implicites[réf. nécessaire].
Les explications peuvent uniquement être données par ceux qui comprennent le sujet expliqué.
En recherche scientifique, l'explication est l'un des trois objectifs de la recherche (les deux autres étant l'exploration et la description)[réf. nécessaire]. L'explication est la découverte et le rapport entre les différents aspects du phénomène étudié.
Les explications peuvent être de différents types :
- Déductive
- Fonctionnelle
- Historique
- Psychologique
- Réductive
- Téléologique

## L'explication scientifique
En philosophie des sciences, il existe plusieurs modèle de l'explication scientifique :

### Modèle déductivo-nomologique
Le modèle déductivo-nomologique (modèle DN) proposé par Hempel et Oppenheim distingue deux composantes de l'explication : l'explanandum, c'est-à-dire ce qu'il s'agit d'expliquer, et l'explanans, c'est-à-dire ce qui permet d'expliquer. Le modèle DN a également la particularité de faire intervenir les lois générales. Par exemple, lorsque si l'on essaie d'expliquer le lever du soleil à l'est (explanandum), on se réfère aux lois générales de la rotation et de la gravité (explanans),. Le modèle se schématise comme suit :

#### Conditions d'adéquation logique
(R1) L'explanandum est une conséquence de l'explanans
(R2) L'explanans doit contenir des lois générales dont la présence est nécessaire pour que l'explanandum soit une conséquence de l'explanans
(R3) l'explanans doit avoir un contenu empirique

#### Conditions d'adéquation empirique
(R4) Les énoncés figurant dans l'explanans sont vrais
Le modèle DN repose sur deux idées : celle de prévisibilité nomologique, c'est-à-dire l'idée qu'un phénomène et expliqué dans la mesure où il a été montré que l'on devait s'attendre à ce qu'il produise. Et sur la symétrie entre explication et prédiction, aussi appelé thèse de l'identité structurelle, c'est-à-dire que toute explication est potentiellement une prédiction et vice versa,.

### Théorie causale de l'explication
Les théories causales de l'explication font le lien entre la causalité et l'explication. Expliquer c'est donner les causes d'un phénomène, Salmon Pour ce dernier une bonne théorie de l'explication consiste a nous dire ce qui fait que l'explanandum a eu lieu.

Lewis dit : 
Expliquer un évènement, c'est fournir des informations à propos de son histoire causale.
La principale théorie causale de l'explication est l'explication causale-mécaniste (CM) 1984, expliquer un évènement E, c'est déployer l'idée que E s'insère dans un réseau causal. Pour cela il faut démontrer les processus causaux et interactions causales qui mènent et constituent en même temps E. Cette théorie causale de l'explication va de pair avec le réalisme scientifique, qui tient pour vrai les entités théoriques posé par la recherche scientifique comme les électrons.
Selon Salmon, la nécessité de la théorie causale tient aux asymétrie de l'explication et les régularités non causales. L'asymétrie de l'explication tient à ce que la cause est temporellement orienté : A précède B dans le temps. Les régularités non causales sont insatisfaisantes en tant que telle car les lois générales telle que Hempel le décrit n'ont pas de lien causal avec une explication donnés. Cette loi demande elle-même une explication de sorte que le problème de l'explication se déplace.

### Théorie pragmatique de l'explication
Pour Van Fraasen, l'explication comporte nécessairement une dimension extra scientifique, cette dernière est liée à une dépendance aux facteurs contextuels. Par exemple, plusieurs explications peuvent être donnés lorsque l'on pose une question commençant par "Pourquoi...?". On parle de dimension extra scientifique, car il n'appartient pas à la science de dire si la question posée est telle que les raisons pertinentes sont des causes,.

## Contre argumentation à l'explication comme but de la science
Le philosophe français Pierre Duhem disqualifie l'explication comme but à la science. Pour ce dernier, elle a vocation à décrire, le pouvoir descriptif est la seule mesure du succès d'une théorie.